# 陳敬宗
陳 敬宗（ちん けいそう、1377年 - 1459年）は、明代の官僚・学者。字は光世、号は澹然居士。本貫は寧波府慈谿県。

## 生涯
1404年（永楽2年）、進士に及第し、翰林院庶吉士に選ばれた。文淵閣に進学し、『永楽大典』の編纂事業に参加した。1408年（永楽6年）、『永楽大典』が完成すると、敬宗は刑部主事に任じられた。1414年（永楽12年）、『五経大全』と『四書大全』の編纂事業や『太祖実録』の再編修事業に参加した。1418年（永楽16年）、翰林院侍講に任じられた。母が死去したため、辞職して帰郷し、喪に服した。
1426年（宣徳元年）、敬宗は『成祖実録』と『仁宗実録』の編纂事業に起用された。1427年（宣徳2年）、南京国子監司業に転じた。1434年（宣徳9年）、南京国子祭酒に進んだ。
1444年（正統9年）、敬宗は任期を満了して北京に入った。敬宗は南京国子祭酒に再任された。1447年（正統12年）冬、帰休を願い出たが、許可されなかった。1450年（景泰元年）9月、致仕した。1459年（天順3年）5月、死去した。享年は83。後に礼部侍郎の位を追贈された。諡は文定といった。著書に『澹然文集』・『澹然詩集』があった。

## 人物・逸話
- 敬宗はひげが美しく、容姿ふるまいは端整で、歩き方は一定しており、師道につとめることを自任していた。
- 敬宗が講義をおこなうと、6館士1000人あまりが集まって聴講し、整粛であることは朝廷のようであった。
- 敬宗は周忱と仲が良かった。
- 宦官の王振が敬宗に近づこうとしたが、敬宗は王振の贈り物を受け取ろうとしなかった。
- 吏部尚書の王直が敬宗を刑部尚書に推薦したが、敬宗は「今は天下の英才と終日議論するのが楽しい」といって、辞退した。
- 敬宗は酒を飲むのを得意とし、数斗飲んでも態度は乱れなかった。襄城伯李隆が南京で守備にあたったとき、敬宗が李隆と会飲するたびに、歌妓が左右に満ちたが、敬宗は女性たちを一瞥もくれなかった。
- 南京国子祭酒の敬宗は、北京国子祭酒の李時勉とともに賢者と称えられ、「南陳北李」といわれた。